# Thelypteris firma
Thelypteris firma är en kärrbräkenväxtart som först beskrevs av Bak. och Jenm., och fick sitt nu gällande namn av George Richardson Proctor. Thelypteris firma ingår i släktet Thelypteris och familjen Thelypteridaceae. Inga underarter finns listade.